# Pnov Ti Pir
Pnov Ti Pir es una comuna (khum) del distrito de Sithor Kandal, en la provincia de Prey Veng, Camboya. En marzo de 2008 tenía una población estimada de 3233 habitantes.
Se encuentra ubicada al sur del país, a escasa distancia de los ríos Mekong y Bassac, y de la frontera con Vietnam.